# Linaria (vogelgeslacht)
Linaria is een geslacht van zangvogels uit de vinkachtigen (Fringillidae).

## Soorten
Het geslacht kent de volgende soorten:
- Linaria cannabina – Kneu
- Linaria flavirostris – Frater
- Linaria johannis – Somalische kneu
- Linaria yemenensis – Jemenitische kneu